# 桃尾の滝
桃尾の滝（もものおのたき）は奈良県天理市滝本町にある滝。

## 概要
布留川の上流に位置しており、古今和歌集において後嵯峨天皇や僧正遍昭が「布留の滝」と詠んだ滝と言われている。明治時代に廃絶されるまでは桃尾山蓮華王院龍福寺という密教寺院の境内地だった。また、石上神宮の元宮であったとも伝わり、毎年7月の第3日曜日には滝開きの神事が執り行われる。
滝壺の左側には鎌倉時代中期の作である不動三尊磨崖仏や、南北朝時代前期の作とされる如意輪観音と不動三尊の石仏などがあり、当時の面影が残る。 

## 交通アクセス
- JR桜井線・近鉄天理線 - 天理駅から奈良交通バスで上滝本バス停下車後、徒歩5分。上滝本手前の桃尾滝口（自由乗降指定地）[1]でも下車可。
- 天理駅から車で奈良県道247号笠天理線を経由して15分。無料駐車場あり。
- 天理駅から徒歩で約60分。

## 周辺の施設
- 石上神宮
- 大親寺